# Clubiona ogatai
Clubiona ogatai là một loài nhện trong họ Clubionidae.
Loài này thuộc chi Clubiona. Clubiona ogatai được Hirotsugu Ono miêu tả năm 1995.